# Veldtocht van Napoleon naar Rusland
De Veldtocht naar Rusland onder bevelvoering van keizer Napoleon I van Frankrijk tegen het keizerrijk Rusland was een grootschalige militaire operatie vanaf juni 1812, die met de terugtocht duurde tot december van dat jaar. Historisch gezien was het een onderdeel van de Zesde Coalitieoorlog. De mislukte aanval vormde het omslagpunt van de napoleontische oorlogen. Van het enorme leger van ruim 466.000 soldaten dat Rusland introk overleefden er maar 40.000.
Tot 1941 stond de veldtocht in Rusland bekend als de Vaderlandse Oorlog (Russisch: Отечественная война; Otetsjestvennaja Vojna); de Russische term Vaderlandse Oorlog van 1812 onderscheidt het van de Grote Vaderlandse Oorlog, de term die de Sovjet-Unie gebruikte voor haar deel in de Tweede Wereldoorlog. 
De blijvende rol van de veldtocht in het Russische nationale bewustzijn komt tot uitdrukking in Tolstojs boek Oorlog en vrede, en in de verwijzingen ernaar tijdens en na de Duitse invasie van 1941-1945. De beschrijving van de militaire en politieke gebeurtenissen in het boek sluiten zeker niet in alle opzichten aan bij de historische werkelijkheid.

## Achtergrond

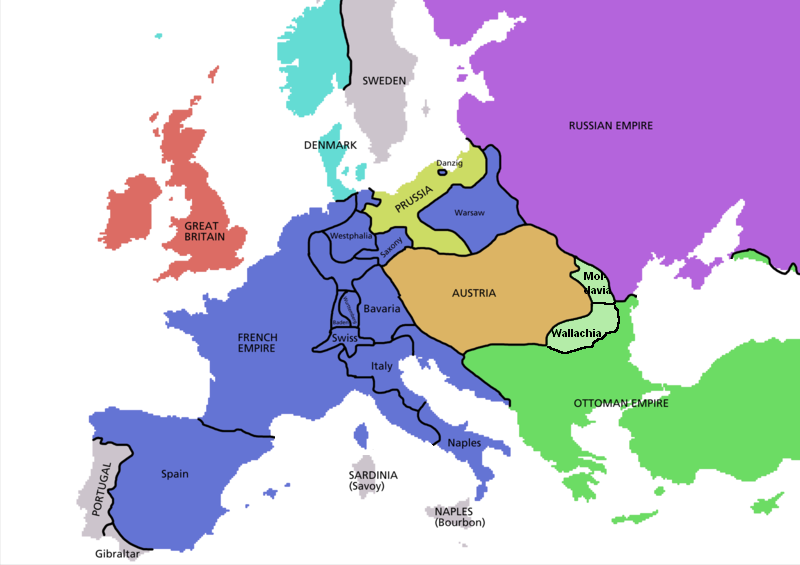
Europa in 1812

Op 25 juli 1807 werd na uitgebreide onderhandelingen een overeenkomst gesloten tussen Frankrijk, Pruisen en Rusland waarbij over en weer voorwaarden werden afgesproken voor het sluiten van vrede, later de Vrede van Tilsit genoemd. De inhoud van de overeenkomst zorgde op een aantal punten voor onvrede aan beide kanten:
- Ten eerste was een van de voorwaarden dat Rusland zich nu ook zou houden aan het door Napoleon ingevoerde continentale stelsel, een tegen de Britten gerichte handelsboycot. Dit leidde tot klachten van de Russische handel en nijverheid omdat ze in de Britten een belangrijke handelspartner voor onder andere hout verloren. Omdat de Russische economie grote schade opliep stelde tsaar Alexander I voor om enkele versoepelingen van het continentale stelsel in te voeren. Napoleon wilde daar echter niets van weten. Alexander besloot desalniettemin het contact met de Britten te herstellen.
- Ten tweede bepaalde de Vrede van Tilsit dat een groothertogdom Warschau zou worden gevormd, dat in feite een Franse satellietstaat werd. De Russische diplomatie zag dit als een eerste teken van het herstel van de Poolse staat en vond een groot pro-Frans machtsblok aan haar grens ongewenst. Haar bezorgdheid werd nog vergroot toen in 1809 het groothertogdom Warschau werd aangevuld met  het Poolse deel van Oostenrijk.
- Ten derde beloofde Napoleon de Donauvorstendommen aan Alexander te geven. Deze waren echter niet in zijn bezit.  Vanwege de situatie in Spanje, waar 250.000 Fransen vochten tegen het Britse invasieleger onder Wellington,  bezat Napoleon geen leger om deze vorstendommen te veroveren. Tsaar Alexander begreep dat hij de vorstendommen niet van Napoleon zou krijgen en besloot ze zelf te veroveren.

Dit alles ondermijnde het in Tilsit gesloten verbond tussen Frankrijk en Rusland. In 1811 hervatte Rusland om economische redenen de handel met Groot-Brittannië. Napoleon protesteerde hiertegen en toen tsaar Alexander I niet naar deze protesten luisterde, verklaarde hij op 22 juni 1812 de oorlog aan Rusland.

## De veldtocht

### Voorbereiding
Voor de veldtocht naar Rusland trof Napoleon meer voorbereidingen dan ooit tevoren. Hij liet grote voorraden proviand, medicijnen, kleding en bouwmaterialen aanleggen. Tevens verzamelde hij zoveel mogelijk troepen. Terwijl het Franse platteland honger leed werden de boerenknechten het leger in gesleept. Toch bestond de Grande Armée voor meer dan de helft uit niet-Fransen: Duitsers (inclusief militairen uit  Pruisen), Polen, Italianen, Oostenrijkers, Zwitsers, Kroaten, Spanjaarden en ook Nederlanders.

### Legersterktes en vervolg
Op 24 juni 1812 trok het leger van Napoleon de Memel over. Met zijn ruim 466.000 man was het de grootste strijdmacht die tot dan toe in de Europese geschiedenis bijeen was gebracht. Ze bestond uit drie delen:
- De centrale aanvalsmacht met 250.000 man onder het persoonlijke commando van de keizer
- Twee andere frontlegers onder Eugène de Beauharnais (80.000 man) en Jérôme Bonaparte (70.000 man)
- Twee aparte corpsen onder Jacques MacDonald (32.500 man) en Karl Schwarzenberg (34.000 Oostenrijkse troepen)

Met 250.000 man (50% cavalerie en 35% infanterie) vormden de Fransen het grootste contingent van deze Grande Armée. Onder hen bevonden zich 25.000 Nederlanders die sinds 1810 Franse staatsburgers waren. Daarnaast stond er achter de Russische grens een reserveleger van 95.000 man klaar en waren er 35.000 man aan genietroepen en andere ondersteunende eenheden. In totaal was dit 610.000 man, met 200.000 paarden.
Volgens huidige schattingen was het Russische Leger aanvankelijk kleiner in aantal dan de Fransen. Ongeveer 280.000 man Russische troepen lagen verspreid langs de grens van het Poolse hertogdom Warschau, een Franse satellietstaat. Deze troepen waren verdeeld over drie hoofdlegers:
- Het Eerste Leger van het Westen onder commando van generaal Barclay de Tolly met ongeveer 159.800 man
- Het Tweede Leger van het Westen onder commando van generaal Bagration met 62.000 man
- Het Derde Leger van het Westen onder commando van generaal Tormasov met ongeveer 58.200 man

Twee reserve-eenheden, een met 65.000 en een met 47.000 man, ondersteunden de drie frontlegers. Volgens deze cijfers zouden de Russische eenheden die bij aanvang van de oorlog tegenover het leger van Napoleon stonden ongeveer 392.000 man omvatten. Daarnaast had de regering in Sint-Petersburg vrede gesloten met Zweden (Finse Oorlog; Vrede van Fredrikshamn) en het Ottomaanse Rijk (Zevende Russisch-Turkse Oorlog; Vrede van Boekarest) waardoor later nog eens 100.000 man aan troepen vrijkwam. Rond september was de totale Russische troepensterkte gestegen naar 900.000 man, exclusief de onregelmatige kozakkeneenheden, die zo'n 75.000 man aan het totaal toevoegden.  
Tsaar Alexander I en zijn naaste generaal Michael Andreas Barclay de Tolly hadden al van tevoren besloten tot een defensieve strategie, waarbij ze grote veldslagen zoveel mogelijk uit de weg zouden gaan en via een tactiek van de 'verschroeide aarde' het leger van Napoleon letterlijk wilden laten 'doodlopen' in de weidsheid van het Russische achterland. Het merendeel van de generaals was hier tegen omdat het indruiste tegen de offensief ingestelde militaire traditie van het Russische leger. Commandant Bagration behoorde tot de felste tegenstanders, maar kreeg bij de tsaar en Barclay voorlopig geen voet aan de grond.
De veldtocht begon op 23 juni 1812. Napoleon had kort tevoren een laatste vredesaanbod naar Sint-Petersburg gestuurd. Toen hij geen antwoord kreeg gaf hij bevel om het Russische gouvernement Grodno binnen te trekken. Hij verklaarde:
"Over twee maanden vraagt Rusland mij om vrede" 
('Avant deux mois, la Russie me demandera la paix').
 Dat bleek echter een misvatting.  
De keizer en zijn troepen vielen zonder veel weerstand te ondervinden Wit-Rusland binnen. Het was niet Napoleons bedoeling Rusland te veroveren. Hij hoopte het hoofdleger van de tsaar in één grote veldslag uit te schakelen en daarna  Alexander tot een voor Frankrijk voordelige vrede te dwingen. De Russen vermeden echter een massaal gevecht en trokken zich volgens plan langzaam terug, onderweg alles vernietigend wat de vijand aan voedsel, voer en materialen zou kunnen gebruiken. Daarnaast speelde het weer een belangrijke rol. De eerste dagen regende het constant, waardoor de wegen veranderden in grote modderpoelen en de aanvoer van voedsel, medicijnen en verbandmiddelen stagneerde. Vervolgens kregen de voort marcherende napoleontische soldaten te maken met een hittegolf zodat menigeen letterlijk stierf van de dorst en anderen ziek werden doordat ze dronken uit drassige waterpoelen en rivieren. Na ruim twee weken had de Grande Armée al 135.000 man verloren, voornamelijk door ziektes, uitputting, hitte en desertie. Ook waren er 20.000 paarden gestorven door gebrek aan voedsel en water. 
De Russische troepen, aangevoerd door de tsaar en commandant Barclay, bleken in de achterhoedegevechten met het hun achtervolgende invasieleger veel betere strijders dan Napoleon en zijn generaals hadden verwacht. Met name hun cavalerie overtrof die van de Fransen. Ze bestookte de aanvoerlijnen van Napoleons hoofdmacht waardoor die al snel gebrek kreeg aan voedsel, verband en medicijnen. Toch moesten de Russen achtereenvolgens hun steden Wilna, Minsk en Witebsk  prijsgeven. Ze vielen vrijwel ongeschonden in vijandelijke handen. 
Napoleon had ook veel last van het gecombineerde Derde Leger onder generaal Aleksandr Tormasov en het Donauleger onder admiraal Pavel Tsjitsjagov,  samen zo'n 150.000 man sterk, die de achterhoede van de Grande Armée bestookten. 
Op 18 juli gaf de tsaar het oppercommando van het leger over aan Barclay de Tolly en vertrok naar Sint-Petersburg. Van daaruit riep hij de Russische bevolking op tot verzet tegen de indringers. Ze diende de vijand op alle mogelijke manieren dwars te zitten. De Russisch-orthodoxe kerkleiding deed daar nog een schepje bovenop door Napoleon tot antichrist uit te roepen, omdat zijn troepen orthodoxe kerken zouden ontwijden, vrouwen zouden verkrachten en kinderen ontvoeren. De patriarch maakte zelfs de lijfeigenen wijs dat die het onder een eventueel napoleontisch regime slechter zouden krijgen dan onder het tsaristisch bewind.  
Hoe verder het Russische leger zich terugtrok des te groter werd het verzet binnen de Russische legerleiding en aan het hof in Sint-Petersburg tegen de defensieve strategie van Barclay. Ze noemden hem 'laf 'en beweerden dat hij, een Baltische Duitser, het strijdvaardige bloed miste van de 'echte' Rus. De opperbevelhebber maakte zich niet populairder door zich steeds meer met Duitse stafleden te omgeven. Het kostte hem grote moeite om weerstand te bieden aan de groeiende militaire en politieke druk om het beslissende gevecht met Napoleon aan te gaan, in plaats van voortdurend terug te trekken. Die druk werd extra groot toen het Tweede Leger onder Bagration zich verenigde met het Eerste onder Barclay die voorlopig opperbevelhebber bleef. Bagration was een groot voorstander van het offensief, een voorkeur die hij deelde met stafchef Jermolov. Barclay daarentegen besefte dat de vijand nog onvoldoende was uitgeput en uitgedund. Daardoor zou Napoleon een grote veldslag hoogstwaarschijnlijk nog altijd winnen. De daarmee gepaarde gaande vernietiging van het Russische leger zou tevens de ondergang van het tsaristische rijk inluiden. Toch begon ook de tsaar te twijfelen aan de defensieve strategie die hij tot dan toe steeds had ondersteund.

### Slag bij Smolensk
Bij Smolensk, kernstad van de Russische religieuze orthodoxie, kwam het tussen 16 en 18 augustus toch tot bloedige schermutselingen tussen delen van de Grande Arméé en Russische eenheden. Daarbij kwamen 11.000 Russen om of raakten gewond. Het invasieleger telde 9.000 doden en gewonden. Barclay wist zich aan de stootkracht van de tegenstander te onttrekken en vervolgde zijn terugtocht. Dat zinde zijn tegenstanders binnen het leger niet. Generaal Bagration droeg er namens de hele generale staf bij de tsaar schriftelijk op aan om Barclay te vervangen. Alexander  ging overstag. Barclay bleef bevelhebber van het Eerste Leger, maar werd op 29 augustus als opperbevelhebber van de hele Russische strijdmacht vervangen door de populaire, politiek en militair door de wol geverfde 67-jarige veldmaarschalk Michail Koetoezov. Deze volgde echter dezelfde defensieve strategie als die van zijn voorganger. Ook hij begreep dat een militaire confrontatie met de strijdmacht van Napoleon in het open veld zou leiden tot het onnodig opofferen van het Russische veldleger. 

### Slag bij Borodino
Op 7 september 1812 leek het erop dat Koetoezov eindelijk het beslissende gevecht met Napoleon zou aangaan. Bij het dorpje Borodino, 120 kilometer ten westen van Moskou, raakten die dag 150.000 man van de Russische hoofdmacht slaags met ruim 130.000 man van de Grande Armée. Het werd een van de bloedigste van alle napoleontische veldslagen. Aan Russische kant telde men na afloop tussen de 39.000 en 45.000 doden en gewonden, aan de kant van Napoleon 30.000 tot 35.000 man. De gevechten eindigden onbeslist, al trok Koetoezov  zijn leger terug. Bagration was zwaar gewond geraakt en stierf vijf dagen later. Wegens de aftocht van de Russen riep Napoleon zichzelf tot 'overwinnaar' uit.
De weg naar Moskou lag nu open. Koetoezov besloot om strategische redenen de tweede stad van het rijk niet te verdedigen en gaf het bevel om de bevolking te evacueren. Zelf trok hij met zijn gehavende strijdkrachten om de stad heen en positioneerde zich bij Taroentino, zo'n 130 kilometer ten zuiden van Moskou waar hij in een uitstekende positie was om met zijn cavalerie de Franse aanvoerlijnen uit de richting Smolensk aan te vallen en tevens een stevig oog in het zeil te houden van de vijandelijke activiteiten in en rond Moskou. Daarnaast lag zijn leger dicht bij de wapenfabrieken van Briansk en Tula. En via het naburige Kaluga konden versterkingen en voedseltransporten hem vanuit  het bevolkings- en voedselrijke zuiden makkelijk bereiken.

### Inname van Moskou

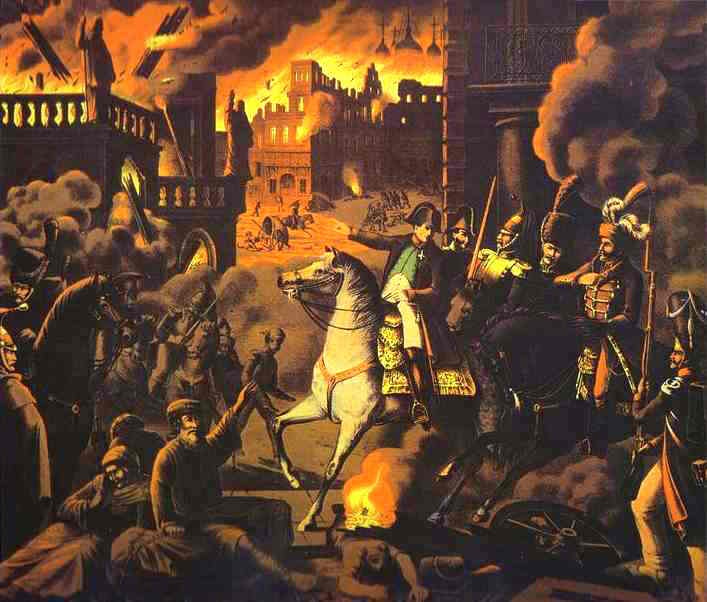
Napoleon in Moskou

Napoleon was na een tocht van 82 dagen over 800 kilometer op 14 september met zijn troepen Moskou binnengetrokken. Hij kwam daar in een vrijwel lege stad die op bevel van haar gouverneur Fjodor Rostoptsjin was ontdaan van een groot deel van haar voorraden. Vrijwel de hele bevolking had Moskou verlaten. De keizer had inmiddels  nog slechts een kwart van zijn troepen over, zonder dat hij de Russen een beslissende slag had weten toe te brengen. Napoleon, die zijn intrek nam in het Kremlin, hoopte dat na de verovering van de tweede stad van het land (Sint-Petersburg was de eerste) tsaar Alexander zou capituleren. Dat gebeurde echter niet. In plaats daarvan  braken er in Moskou overal branden uit, aanvankelijk het gevolg van onvoorzichtig gedrag van zijn eigen troepen, maar daarna bewust aangestoken door Russische saboteurs in opdracht van de gouverneur. Zij hoefden niet veel moeite te doen, want ongeveer tachtig procent van alle huizen in de stad was van hout. Rostoptsjin had ook bevel gegeven alle bluspompen en de mannen die ze moesten bedienen te evacueren.
Moskou brandde vier dagen lang, tot 18 september. In die tijd ging alles wat de Fransen van nut kon zijn, zoals de voedselvoorraden, graanschuren en pakhuizen met textiel en leer, in vlammen op. Tijdens de vijf weken dat het invasieleger in en rondom de stad doorbracht verloor het nog eens 15.500 man door aanvallen van de vijand.

### Vertrek uit Moskou en de terugtocht

Napoleons terugtrekking uit Moskou (Adolf Northern)

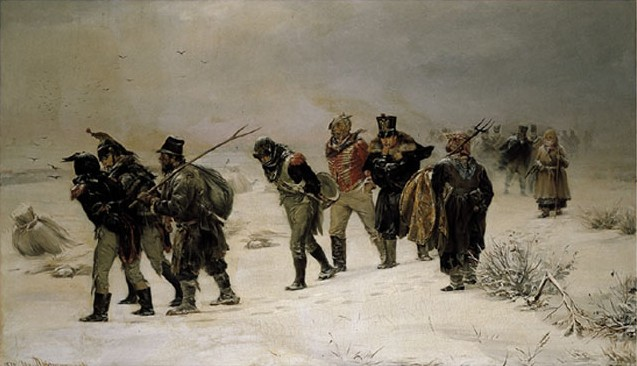
In 1812 (Illarion Prjanisjnikov)

Vanwege het gebrek aan voedsel en een dreigende Russische aanval verliet Napoleon uiteindelijk op 20 oktober de stad,  zonder een capitulatieverklaring of een antwoord op zijn vredesvoorstel aan tsaar Alexander I te hebben gekregen. Zijn terugtocht en die van zijn, nog maar zo'n 80.000 man tellend, leger leek meer op een vlucht. Napoleon gaf, voor het verlaten van de stad, opdracht om het Kremlin en alle andere intacte openbare gebouwen te verwoesten. Vele ontstekers lieten het echter afweten. En al was de schade groot, het Kremlin werd niet echt verwoest.
Het leger van Koetoezov en aanvallen van de kozakken dwongen de resten van de Grande Armée dezelfde terugweg te nemen over Smolensk, langs verlaten en verwoeste steden en dorpen. Koetoezov zette opnieuw partizanentactieken in, waarbij constant steekaanvallen werden gedaan op de Franse troepenlijn waar deze het zwakst was. De lichte Russische cavalerie, waaronder bereden kozakken, viel geïsoleerde Franse eenheden aan en vernietigde die. Op de terugtocht vernam Napoleon dat de Russische bevelhebber Koetoezov van plan was hem bij Malojaroslavets de pas af te snijden. Om zich te wapenen tegen een eventuele gevangenschap verzocht Napoleon dokter Yvan een dosis vergif voor hem te bereiden, dat hij voortaan in een zwart zijden zakje om zijn nek droeg.
De bevoorrading van het terugtrekkende leger was onmogelijk: door het gebrek aan gras raakten de overgebleven paarden van het leger verzwakt, waarbij de meeste stierven. De rest werd gedood door hongerige soldaten. Zonder paarden hield de Franse cavalerie op te bestaan, waardoor cavaleriesoldaten gedwongen werden om in hun ongemakkelijke kaplaarzen verder te lopen. Daarnaast betekende dit dat kanonnen en wagens moesten worden achtergelaten, waardoor het leger zonder artillerie en bevoorradingskonvooien kwam te zitten.  De hongerige soldaten aten alles wat ze konden vinden: naast paarden ook honden en katten. Toen honger en ziektes steeds meer hun tol eisten en de herfstregens overgingen in de ijskoude winter, stierven er ook steeds meer soldaten aan de gevolgen van bevriezing. Daarnaast nam het aantal deserteurs snel toe. Velen van hen werden gevangengenomen en door wraakzuchtige Russische boeren omgebracht. De kozakken die de slinkende Grande Armée steeds opnieuw aanvielen, grepen de achterblijvers en de gewonden en beroofden hen van hun buit uit Moskou. Daarna kleedden ze hen uit en lieten hen naakt achter in de sneeuw, waar ze bevroren. Na de Slag bij Krasny lukte het Napoleon, weliswaar met grote verliezen, door te dringen tot Orsja.

### Slag aan de Berezina
Toen de restanten van de Grande Armée de rivier de Berezina bereikten vond Koetoezov dat de tijd rijp was voor een open veldslag. Terwijl het leger van Napoleon de door Nederlandse pontonniers geslagen noodbrug over de rivier over trokken, viel hij aan en vernietigde het deel dat nog niet de Berezina was overgetrokken. Napoleon en zijn directe entourage (de Keizerlijke Garde, zijn secretariaat, de schatkist en zijn uit Moskou geroofde privé-buit) wist samen met het meest weerbare deel van zijn leger te ontsnappen richting Wilno. Dit lukte deels door een list (generaal Tsjitsjagov werd door desinformatie naar het zuiden gestuurd) en deels door incompetentie van ruziënde Russische generaals.

De Sint Annakerk in Wilno, waar Napoleon zo van gecharmeerd was, dat hij deze wel mee had willen nemen

Op 5 december verliet Napoleon het leger, nadat hij had vernomen dat een maand eerder generaal Claude de Malet in Parijs een mislukte poging tot een staatsgreep had gedaan. Hij liet het bevel over het leger over aan maarschalk Joachim Murat en vertrok per arrenslee richting Frankrijk. Zijn vroegtijdig vertrek zette kwaad bloed bij de achtergebleven soldaten die vonden dat hij hun in de steek liet. Op zijn beurt droeg Murat het commando over aan Napoleons voormalige stiefzoon Eugène de Beauharnais en haastte zich vervolgens naar Italië om daar zijn koninkrijk Napels te verdedigen.
In de daaropvolgende weken slonk het overgebleven deel van de Grande Armée verder door ondervoeding en de extreme koude. Men ging zich zelfs te buiten aan kannibalisme. Het sterk uitgedunde leger sjokte bij zeer strenge vorst verder tot het op 7 december in een voor oorlogsgeweld gespaard gebleven Vilnius aankwam. Daarna trok het als een soort spookleger verder in westelijke richting naar het Oost-Pruisische Koningsbergen, waar Franse reserve-eenheden gestationeerd waren.

### Terugkeer in Parijs
Inmiddels was Napoleon op 18 december in Parijs aangekomen. De keizer vond naar eigen zeggen dat zijn aanwezigheid in Parijs geboden was, 'in het belang van Frankrijk, het keizerrijk en het leger zelf'. In een communiqué in het Franse staatsblad "Le Moniteur" werd zijn terugkomst als volgt aangekondigd: 
"De keizer is op weg naar Parijs en heeft zich nooit beter gevoeld".
Deze boodschap had Napoleon al op 3 december vanuit Molodetsjno opgestuurd, met de aanwijzing dat deze pas op 16 december kenbaar mocht worden gemaakt. Hij liet in dit bericht na de omvang van zijn nederlaag te vermelden.
Van Napoleons leger overleefden slechts ongeveer 20.000 man de veldtocht. De Russen verloren tijdens de weinige gevechten in het open veld ongeveer hetzelfde aantal soldaten, maar de verliezen onder de burgerbevolkingen langs het verwoeste oorlogspad lagen veel hoger. In totaal kwamen ongeveer één miljoen mensen om het leven, ongeveer gelijk verdeeld tussen de Fransen en de Russen. De militaire verliezen bedroegen: 300.000 Fransen, 70.000 Polen, 50.000 Italianen, 80.000 Duitsers en mogelijk 450.000 Russen. De Fransen verloren daarnaast ongeveer 200.000 paarden en meer dan 1000 stukken artillerie.
Toen de eerste Russische kozakken het Duitse grondgebied binnentrokken, liepen de Pruisen en verscheidene andere Duitse staten massaal over naar de Russen, wat leidde tot de Zesde Coalitie. De aanname dat het overgrote deel van Napoleons Grande Armée de terugtocht uit Rusland niet overleefde is sinds een groot internationaal congres in Moskou steeds meer betwist. Diverse historici, waaronder Hay, beargumenteren dat niet alle soldaten omkwamen, maar dat de legeronderdelen simpelweg desintegreerden. De deserteurs werden krijgsgevangen gemaakt en ondergebracht in de nieuwe Nederlandse krijgsmacht.

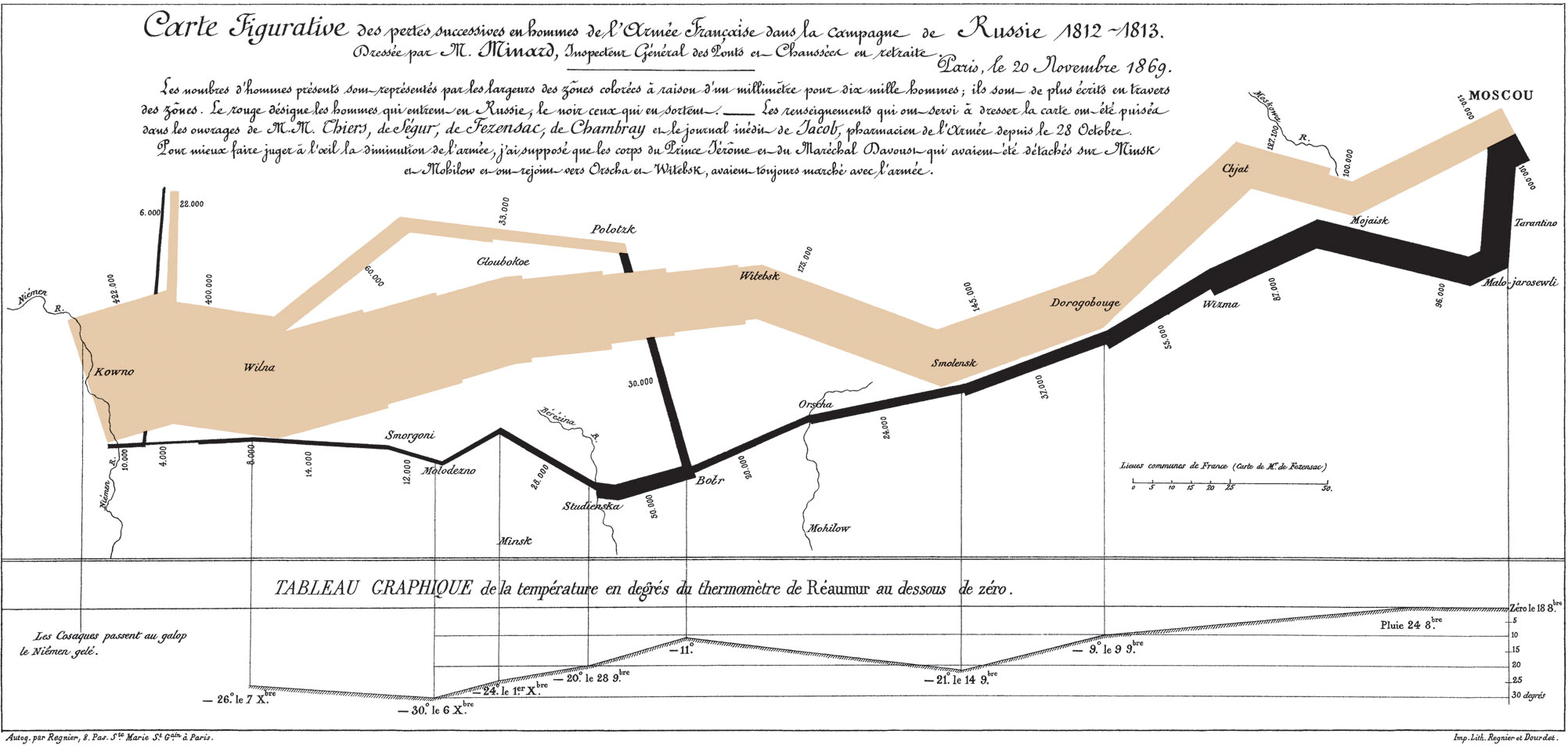
Diagram van Minard dat de sterkte toont van het Grande Armée tijdens de veldtocht naar en van Moskou met de temperatuur (in Réaumur) weergegeven op het onderste diagram voor de terugreis. −30 °Réaumur = −37,5 °C

## Historische betekenis
De Russische overwinning op het Franse leger in 1812 vormde een zware slag voor Napoleons ambities om heel Europa te domineren. Net als het vernietigen van de Franse vloot door de Britten tijdens de Zeeslag bij Trafalgar in 1805, markeerde de veldtocht naar Rusland een beslissend keerpunt in de napoleontische oorlogen die uiteindelijk leidde tot Napoleons nederlaag en verbanning naar het eiland Elba.
Voor Rusland werd de term Vaderlandse Oorlog (of Patriottistische Oorlog) een symbool voor een versterkte nationale identiteit, die een groot effect zou hebben op het Russische patriottisme in de rest van de 19e eeuw. Het indirecte resultaat van de patriottistische opleving onder de Russen was een sterk verlangen naar modernisering van het land, dat uiteindelijk zou leiden tot de Decembristenopstand in 1825 en zou eindigen met de Februarirevolutie in 1917.
Napoleon was in Rusland niet volledig verslagen. De veldtocht had echter duidelijk gemaakt dat hij niet onkwetsbaar was. In het jaar daarop zou Napoleon een leger van ongeveer 400.000 man aan Franse troepen weten te verzamelen, gesteund door een kwart miljoen man aan bondgenoten, om te strijden om de heerschappij over Duitsland. Bij de zeer grote en bloedige Slag bij Leipzig (ook wel Volkerenslag genoemd), van 16 tot 19 oktober 1813, waar ook weer Russische troepen aan deelnamen. werd hij verslagen. In 1814 voerde hij toch nog een militaire campagne in Frankrijk, tot hij definitief het onderspit moest delven in de Slag om Parijs. Russische kozakken laafden vervolgens hun paarden aan het water van de Seine en tsaar Alexander bracht een bezoek aan napoleons eerste echtgenote, keizerin Josefine, in haar paleis van Malmaison, even buiten de Franse hoofdstad. 

### Krimoorlog
De Russische overwinning verstevigde Ruslands politieke macht (bij het Congres van Wenen) en militaire slagkracht, met name ten opzichte van het Ottomaanse Rijk. Hiermee dreigde  voor het Britse Rijk een Russische doorbraak naar het Middellandse Zee-gebied. Om dit te voorkomen begonnen de Britten, in samenwerking met Frankrijk in 1853 de Krimoorlog.

## Russische commandanten

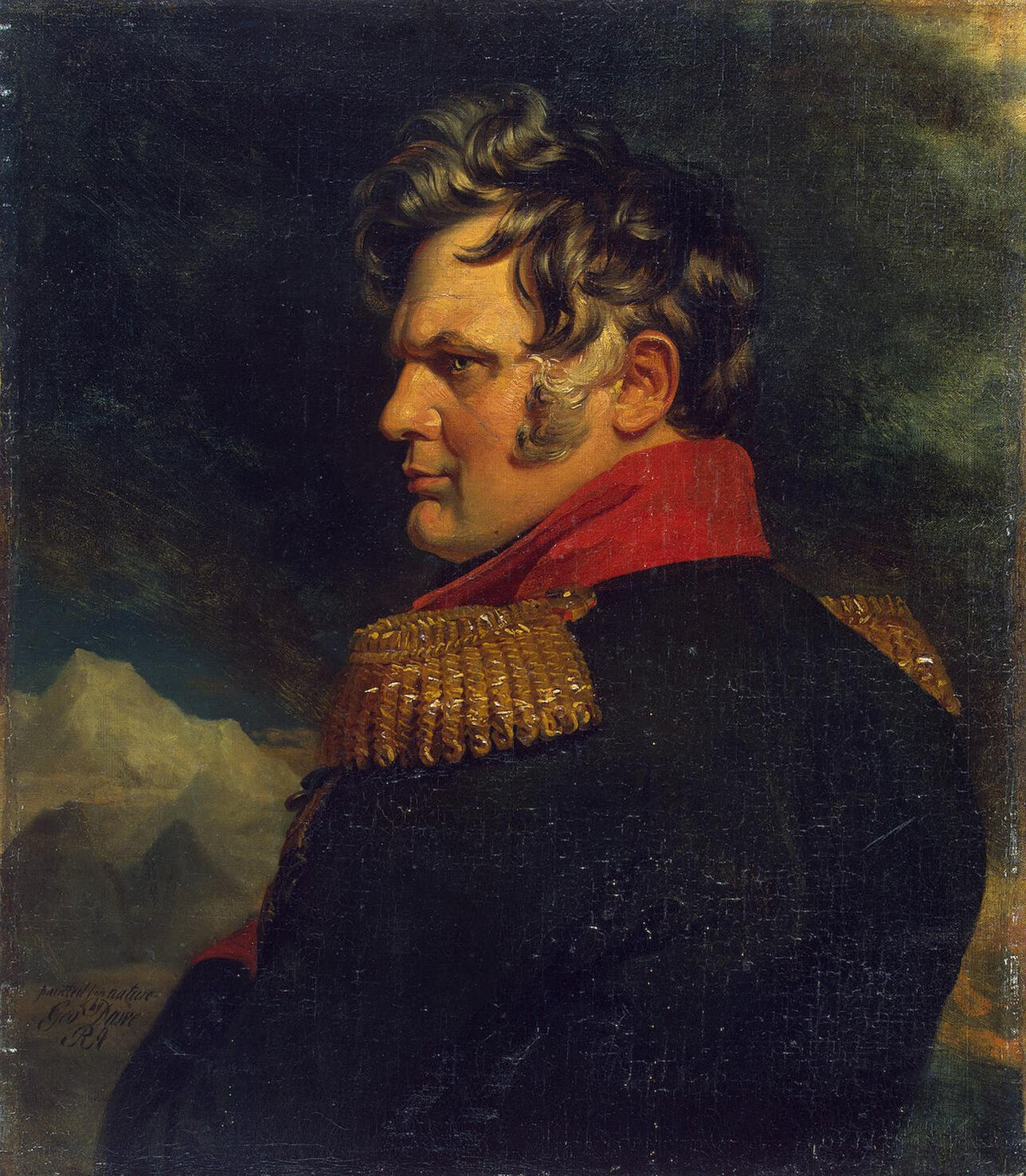
Aleksej Jermolov

Tot de belangrijkste Russische militaire leiders behoorden:
- Michail Koetoezov - opperbevelhebber
- Michail Barclay de Tolly - minister van Oorlog
- Pjotr Wittgenstein - commandant van de Rechtervleugel
- Pjotr Bagration - commandant van de Linkervleugel
- Nikolaj Rajevski - commandant
- Dmitri Dochtoerov - commandant
- Michail Miloradovitsj - commandant
- Aleksandr Ostermann-Tolstoj - commandant
- Aleksej Jermolov - generaal
- Michail Vorontsov - generaal
- Jakov Koelnev - generaal
- Matvej Platov - ataman van de Don-Kozakken

## Bronnen en literatuur

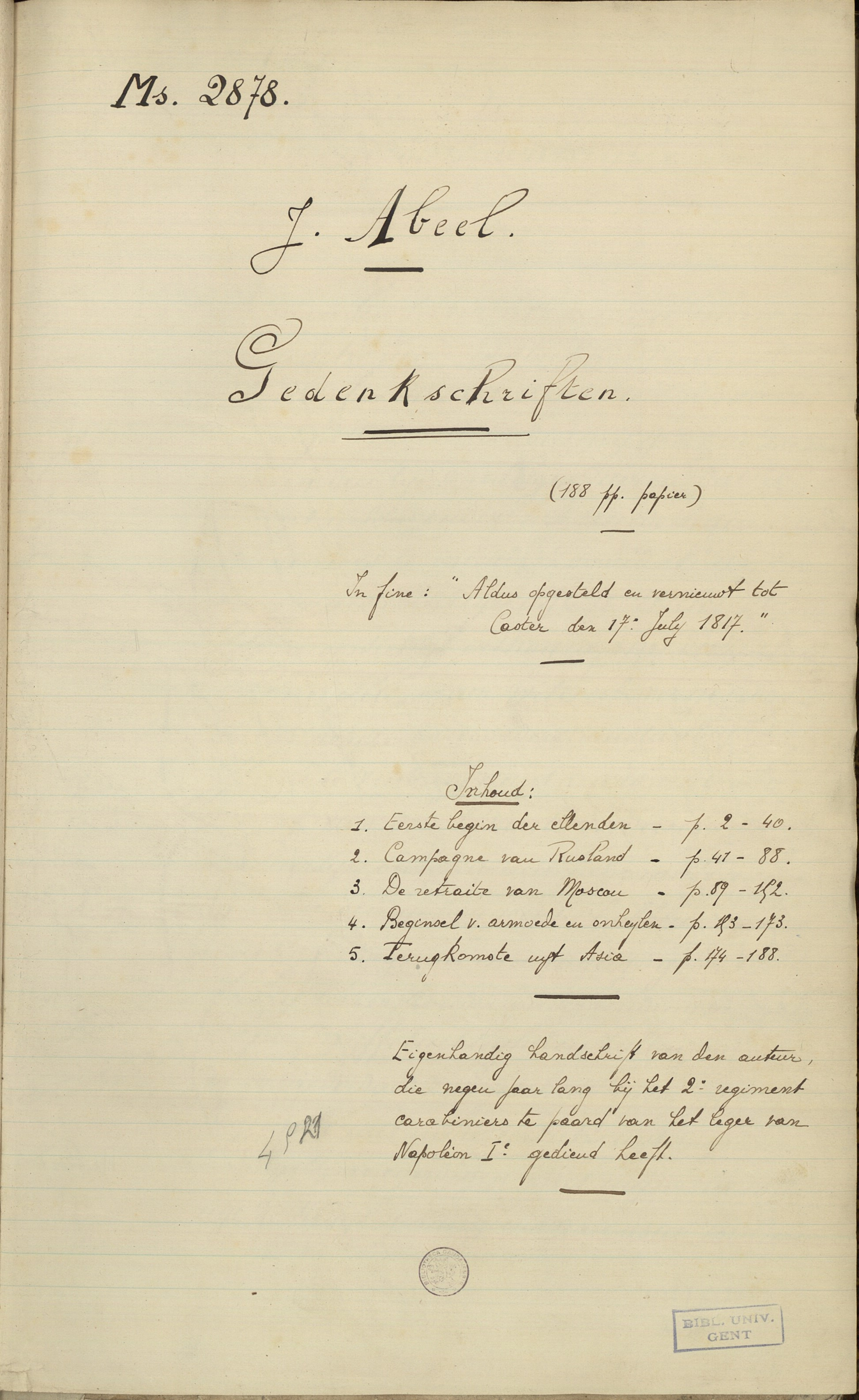
Fragment uit het manuscript "Gedenkschriften over Napoleon's veldtochten, meegemaakt als soldaat bij het 2e regiment carabiniers te paard". Geschreven door Joseph Abbeel, een soldaat die deelnam aan de Zesde Coalitieoorlog,1805-1815.